# Port lotniczy Phrae
Port lotniczy Phrae (IATA: PRH, ICAO: VTCP) – port lotniczy położony w Phrae, w prowincji Phrae, w Tajlandii.